# Jacques xứ Monaco
Jacques xứ Monaco (Jacques Honoré Rainier Grimaldi; sinh vào ngày 10 tháng 12 năm 2014) là trữ quân của ngai vàng Monaco. Jacques là con trai của Thân vương Albert II và Thân vương phi Charlene và là em trai song sinh với Thân vương nữ Gabriella. Với tư cách là trữ quân, Jacques hiện giữ tước vị Hầu tước xứ Baux, một tước hiệu được nắm giữ bởi trữ quân Monaco từ năm 1643. 

## Tước hiệu
- 10 tháng 12 năm 2014-nay: His Serene Highness Jacques, Thân vương Thái tử của Monaco, Hầu tước xứ Baux.[2]